# Hemiteles liambus
Hemiteles liambus là một loài tò vò trong họ Ichneumonidae.